# Specifična toplota
Specífična toplôta (redkeje tudi svójska toplôta ali specífična toplôtna kapacitéta) je v fiziki toplota, potrebna, da en kilogram snovi segrejemo za en kelvin. V splošnem je odvisna od vrste snovi. Mednarodni sistem enot predpisuje za specifično toploto enoto J kg−1 K−1. Pri homogenih telesih je specifična toplota enaka toplotni kapaciteti na enoto mase telesa.
Pojem se je pojavil pri delu škotskega fizika in kemika Josepha Blacka, ki je opravljal različne meritve v zvezi s toploto in uporabil izraz »kapaciteta za toploto«. Za povečanje temperature snovi z visoko specifično toploto je potrebno več toplotne energije kot za snov z manjšo specifično toploto. Za povišanje temperature ingota iz magnezija je na primer potrebno osemkrat več toplotne energije kot za ingot iz svinca enake mase. Izmeriti je moč specifično toploto skoraj katerekoli snovi, kemičnih elementov, spojin, zlitin ali kompozitnih materialov.
Znaka za toplotno kapaciteto in specifično toploto sta C ali c, kar je odvisno od tega kako se količina meri. Izraz »specifičen« pri merjenju fizikalnih značilnosti pomeni, da je meritev veličinska količina (intenzivna količina), kjer mora biti količina snovi podana. Potrebna toplota za dvig temperature vode za en kelvin je približno 4181 joulov na kilogram, kjer je kilogram podana količina. To meritev bi se zapisalo kot c = 4181 J /kg K. Na ta način se specifična toplota obnaša kot ekstenzivna količina in je neodvisna od delitve termodinamskega sistema.

## Osnovne merske značilnosti specifične toplote
V kemiji je namesto enote mase lahko tudi mol, ki predstavlja množino snovi, določeno število molekul ali atomov. V tem primeru se lahko uporablja tudi izraz molska specifična toplota, oznaka {\displaystyle c_{m}} (tudi C in starejše {\displaystyle {\mathfrak {C}}}), in je:
{\displaystyle c_{m}=Mc\!\,.}
Enota za toploto je v mednarodnem sistemu enot joule. V kemiji se uporablja tudi kalorija.
V ZDA se na področjih kot sta gradbeništvo ali gradnja nizkih stavb za speifično toploto uporabljajo druge enote. Enota za maso je običajno funt, za toploto britanska termična enota (BTU) in za temperaturo Fahrenheit.

## Vplivi na specifično toploto
- prostostna stopnja: molekule se precej razlikujejo od enoatomnih plinov kot sta helij ali argon. Pri enoatomnih idealnih plinih so le translacijska gibanja. Delci si v prostoru izmenjujejo energijo prek trkov, podobno kot prožne kroglice. Molekule imajo več notranjih nihalnih in vrtilnih prostostnih stopenj. Atomi znotraj molekul se lahko gibajo na več načinov in v njih je shranjena toplota. Dušik, ki je dvoatomna molekula, ima pet prostostnih stopenj: tri translacijske in dve notranji, vrtilni.
- molska masa: ko se meri specifične toplote snovi, se dobijo različne vrednosti, saj imajo snovi različne molske mase. Toplota narašča delno zaradi tega ker določeno število atomov ali molekul niha. Če ima snov manjšo molsko maso, je v vsaki enoti mase (npr. v vsakem gramu) več atomov ali molekul, ki lahko shranijo toploto. Zaradi tega ima vodik kot najlažja snov tako visoko specifično toploto glede na enoto mase, 14.245 J/kgK.
- vodikova vez: polarne molekule, ki vsebujejo vodik, kot so npr. etanol, amonijak in voda, imajo v kapljevinski fazi močne medmolekulske vodikove vezi, ki dodatno povečajo zmožnost hranjenja kinetične (toplotne) energije.
- nečistost: pri zlitinah majhne količine nečistoč lahko v več primerih zelo vplivajo na specifično toploto. Zlitine se lahko obnašajo različno že pri majhnem deležu ene komponente. Nečistoče v polprevodnih feromagnetnih zlitinah lahko vodijo do precej različnih značilnosti specifičnih toplot.

## Specifična toplota pri spremembah
V enostavnem sistemu za popis ravnotežnega stanja se potrebuje dve neodvisni veličini stanja, tako da sta notranja energija in entalpija določeni kot kalorični enačbi stanja:
{\displaystyle W_{n}=W_{n}(V,T)\!\,,}
{\displaystyle H=H(p,T)\!\,.}
Notranja energija in entalpija sta veličini stanja in imata popolni diferencial:
{\displaystyle \mathrm {d} W_{n}=\left({\frac {\partial W_{n}}{\partial T}}\right)_{V}\,\mathrm {d} T+\left({\frac {\partial W_{n}}{\partial V}}\right)_{T}\,\mathrm {d} V\!\,,}
{\displaystyle \mathrm {d} H=\left({\frac {\partial H}{\partial T}}\right)_{p}\,\mathrm {d} T+\left({\frac {\partial H}{\partial p}}\right)_{T}\,\mathrm {d} p\!\,.}
Parcialna odvoda po temperaturah imata posebni imeni: 
{\displaystyle c_{V}(T,V)={\frac {1}{m}}\left({\frac {\partial W_{n}}{\partial T}}\right)_{V}\!\,,\quad c_{p}(T,p)={\frac {1}{m}}\left({\frac {\partial H}{\partial T}}\right)_{p}\!\,.}
Notranja energija in entalpija sta neodvisni od tlaka in prostornine (Guy-Lussac, Joule, Joulov poskus, 1843) in sta odvisni le od temperature. Tako je:
{\displaystyle \left({\frac {\partial W_{n}}{\partial V}}\right)_{T}=0\!\,,\quad \left({\frac {\partial H}{\partial p}}\right)_{T}=0\!\,}
in sta tudi specifični toploti idealnih plinov le funkciji temperature:
{\displaystyle c_{V}(T)={\frac {1}{m}}{\frac {\mathrm {d} W_{n}}{\mathrm {d} T}}\!\,,\quad c_{p}(T)={\frac {1}{m}}{\frac {\mathrm {d} H}{\mathrm {d} T}}\!\,.}

### Specifična toplota pri stalni prostornini
Če se dovaja toploto pri stalni prostornini, je sprememba notranje energije kar premo sorazmerna spremembi temperature. Ker je prostornina stalna, telo ne opravlja absolutnega dela pri raztezanju ({\displaystyle \mathrm {d} W=0}), zato je sprememba notranje energije kar enaka dovedeni izmenjani toploti. Po 1. zakonu termodinamike za zaprte enostavne in mirujoče sisteme, kjer ni spremembe mase, ter za povračljive procese in kvazistatične spremembe brez trenja velja:
{\displaystyle \mathrm {d} Q=\mathrm {d} W_{n}+\mathrm {d} W\!\,.}
Pri homogenih telesih je dovedena toplota tudi premo sorazmerna masi snovi, zato se lahko zapiše:
{\displaystyle \mathrm {d} W_{n}=\mathrm {d} Q=m\,c_{V}\,\mathrm {d} T\!\,}
Sorazmernostni koeficient cV se imenuje specifična toplota pri stalni prostornini ali izohorna specifična toplota.

### Specifična toplota pri stalnem tlaku
Če se dovaja toploto pri stalnem tlaku v odprtem sistemu, pa je treba upoštevati, da se snov pri segrevanju razteza in pri tem ob odrivanju okolišnje snovi opravlja absolutno delo, tehnično delo pa je enako nič ({\displaystyle \mathrm {d} W_{t}=0}):
{\displaystyle \mathrm {d} Q=\mathrm {d} H+\mathrm {d} W_{t}\!\,}
in:
{\displaystyle \mathrm {d} W_{n}<\mathrm {d} Q\!\,.}
Dovedana toplota se zato delno porabi za povečevanje notranje energije, del pa za opravljanje absolutnega dela. Sprememba entalpije je enaka izmenjani toploti:
{\displaystyle \mathrm {d} H=\mathrm {d} Q=m\,c_{V}\,\mathrm {d} T+p\,\mathrm {d} V\!\,.}
Po analogiji s segrevanjem pri stalni prostornini se definira še specifično toploto pri stalnem tlaku ali izobarno specifično toploto cp:
{\displaystyle \mathrm {d} Q=m\,c_{p}\,\mathrm {d} T\!\,,}
tako, da je vedno:
{\displaystyle c_{V}<c_{p}\!\,.}
Razmerje med specifičnima ali molskima specifičnima toplotama je eksponent izentrope, oziroma adiabatni eksponent:
{\displaystyle \kappa ={\frac {c_{p}}{c_{V}}}={\frac {c_{m,p}}{c_{m,V}}}>1\!\,.}
Čeprav sta obe specifični toploti funkciji temperature, je njuna razlika konstantna in enaka plinski konstanti:
{\displaystyle c_{p}-c_{V}=R/M\!\,,}
ali razlika molskih specifičnih toplot:
{\displaystyle c_{m,p}-c_{m,V}=M(c_{p}-c_{V})=MR=R_{m}\!\,,}
kjer je {\displaystyle M} molska masa in {\displaystyle R_{m}} splošna plinska konstanta. Razlika specifičnih toplot se porabi za delo pri izobarnem povečanju prostornine. Naprej je:
{\displaystyle c_{V}={\frac {R}{M(\kappa -1)}},\quad c_{p}={\frac {\kappa R}{M(\kappa -1)}}\!\,.}

## Specifična toplota idealnega plina
Za specifično toploto idealnega plina se dobi enostaven izraz, če se upošteva koliko prostostnih stopenj prispeva k notranji energiji plina, oziroma na kakšen način se gibljejo molekule.

### Srednja specifična toplota
Pri mnogoatomnih idealnih plinih in pri visokih temperaturah se prava specifična toplota s temperaturo spreminja. V takšnih primerih se računa s srednjo specifično toploto, oziroma povprečno specifično toploto:
{\displaystyle c_{sr}\equiv {\overline {c}}={\frac {\int _{T_{1}}^{T_{2}}c(T)\,\mathrm {d} T}{T_{2}-T_{1}}}\!\,.}
Temperaturna odvisnost specifične toplote je lahko dana s kakšno polinomsko potenčno vrsto:
{\displaystyle c_{p}(T)=a+bT+cT^{2}+dT^{3}+eT^{4}+fT^{5}\cdots \!\,}
in velja za določeno temperaturno območje, npr. od 273 do 2000 K.

### Enoatomni plini
Atomi enoatomnega idealnega plina, kot je na primer helij, imajo tri translacijske prostostne stopnje, kjer se predpostavi, da ni elektronskih ali jedrskih kvantnih fluktuacij. Po ekviparticijskem izreku k energiji atoma vsaka od njih prispeva kBT/2. Od tod se dobi za specifično toploto enoatomnega idealnega plina vrednosti:
{\displaystyle c_{V}={\frac {3}{2}}{\frac {R_{m}}{M}}={\frac {3}{2}}R\!\,,}
{\displaystyle c_{p}={\frac {5}{2}}{\frac {R_{m}}{M}}={\frac {5}{2}}R\!\,.}
Eksponent izentrope za enoatomne pline je neodvisen od temperature in je tako:
{\displaystyle \kappa _{1at}={\frac {5}{3}}\approx 1,667\!\,.}

### Dvoatomni plini
Molekule dvoatomnega idealnega plina, kot na primer vodik, imajo pet prostostnih stopenj (tri translacijske in dve rotacijski). V molekuli sta dva atoma, ki imata vztrajnostni moment okrog dveh glavnih osi, v vezni osi pa se ga lahko zanemari. Za specifično toploto dvoatomnega idealnega plina velja
{\displaystyle c_{V}={\frac {5}{2}}{\frac {R_{m}}{M}}={\frac {5}{2}}R\!\,,}
{\displaystyle c_{p}={\frac {7}{2}}{\frac {R_{m}}{M}}={\frac {7}{2}}R\!\,.}
Eksponent izentrope pa:
{\displaystyle \kappa _{2at}={\frac {7}{5}}=1,4\!\,}
in se z naraščanjem temperature zaradi povečevanja specifičnih toplot zmanjšuje. Razlika specifičnih toplot pa ostaja enaka.

### Mnogoatomni plini
Molekule troatomnega idealnega plina imajo v splošnem šest prostostnih stopenj (tri translacijske in tri rotacijske); za specifično toploto troatomnega idealnega plina velja:
{\displaystyle c_{V}=3{\frac {R_{m}}{M}}=3R\!\,,}
{\displaystyle c_{p}=4{\frac {R_{m}}{M}}=4R\!\,}
in eksponent izentrope:
{\displaystyle \kappa _{3at}={\frac {4}{3}}\approx 1,333\!\,.}

### Zmesi idealnih plinov
Specifični toploti zmesi idealnih plinov sta dani z:
{\displaystyle c_{V}=\sum _{i=1}^{n}\xi _{i}c_{Vi}\!\,,\quad c_{p}=\sum _{i=1}^{n}\xi _{i}c_{pi}\!\,,}
kjer so masni deleži posameznih sestavin v zmesi:
{\displaystyle \xi _{i}={\frac {m_{i}}{m_{ZM}}}\!\,,}
in tu {\displaystyle m_{ZM}} masa zmesi, {\displaystyle m_{i}}, {\displaystyle c_{Vi}} in {\displaystyle c_{pi}} mase in specifične toplote posameznih sestavin v zmesi.

### Specifične toplote nekaterih plinov
| plin | form.  | model | M [kg/kmol] | ρ [kg/m³]       | R [J/kgK]   | cp [J/kgK]    | cV [J/kgK]      | κ             |
| --- | ------ | ----- | ----------- | --------------- | ----------- | ------------- | --------------- | ------------- |
| amonijak | NH3    | 4     | 17,03052    | 0,7198          | 488,2101075 | 2055          | 1566,790        | 1,312         |
| argon | Ar     | 1     | 39,948      | 1,784 (0 °C)    | 208,132     | 520,3         | 312,168         | 1,667         |
| acetilen | C2H2   | 4     | 26,03728    | 1,09670         | 319,3295152 | 1511          | 1191,670        | 1,268         |
| arzin | AsH3   | 5     | 77,94542    | 4,93            | 106,6704368 |               |                 |               |
| bromometan | CH3Br  | 5     | 94,93852    | 3,974 (20 °C)   | 87,57743432 |               |                 |               |
| butan | C4H10  | 14    | 58,1222     | 2,48 (15 °C)    | 143,0515706 |               |                 |               |
| dician | C2N2   | 4     | 52,0348     | 0,95 (-21 °C)   | 159,7868    |               |                 | 1,26 (0 °C)   |
| difluorometan | CH2F2  | 5     | 52,0233864  | 2,163 (21,1 °C) | 159,8218143 |               |                 |               |
| diklorodifluorometan | CCl2F2 | 5     | 120,9135064 | 5,5389 (0 °C)   | 68,7637986  | 612,0 (30 °C) | 543,236 (30 °C) | 1,127 (30 °C) |
| diklorofluorometan | CHCl2F | 5     | 102,9230432 | 1,366           | 80,7833867  |               |                 |               |
| dimetil eter | C2H6O  | 9     | 46,06844    | 1,59 (0 °C)     | 180,4808672 |               |                 | 1,11 (0 °C)   |
| dušik | N2     | 2     | 28,0134     | 1,2506          | 296,803387  | 1040          | 743,197         | 1,399         |
| dušikov monoksid | NO     | 2     | 30,0061     | 1,25            | 277,0927245 | 1009          | 731,907         | 1,379         |
| dušikov oksid | N2O    | 3     | 44,0125     | 1,8             | 188,9116047 |               |                 |               |
| etan | C2H6   | 8     | 30,06904    | 1,212           | 276,5127187 | 1729          | 1452,487        | 1,190         |
| etilen | C2H4   | 6     | 28,05316    | 1,178 (15 °C)   | 296,3827248 | 1612          | 1315,617        | 1,225         |
| fluor | F2     | 2     | 37,9968064  | 1,7 (0 °C)      | 218,8202849 | 823,9         | 605,080         | 1,362         |
| fluorometan | CH3F   | 5     | 34,0329232  | 0,5786 (20 °C)  | 244,3067247 | 1121,6        | 877,293         | 1,278         |
| fluoroform | CHF3   | 5     | 70,0138496  | 2,86 (0 °C)     | 118,7546756 |               |                 |               |
| fosfin | PH3    | 4     | 33,997582   | 1,379           | 244,5606867 |               |                 |               |
| helij | He     | 1     | 4,002602    | 0,1785          | 2077,266738 | 5193,2        | 3115,933        | 1,667         |
| izobutan | C4H10  | 14    | 58,1222     | 2,51 (15 °C)    | 143,0515706 |               |                 | 1,11 (0 °C)   |
| jodovodik | HI     | 2     | 127,91241   | 2,85 (-47 °C)   | 65,0012927  | 230,2 (0 °C)  | 165,201         | 1,393         |
| kisik | O2     | 2     | 31,9988     | 1,429 (0 °C)    | 259,8369939 | 918           | 658,163         | 1,395         |
| klor | Cl2    | 2     | 70,906      | 3,2             | 117,2604857 | 502           | 384,740         | 1,305         |
| klorodifluorometan | CHClF2 | 5     | 86,4684464  | 3,66 (15 °C)    | 96,1561396  |               |                 |               |
| kloroetan | C2H5Cl | 8     | 64,5141     | 2,884           | 128,8783692 |               |                 |               |
| klorometan | CH3Cl  | 5     | 50,48752    | 2,22            | 164,683708  | 737           | 572,316         | 1,288         |
| klorov dioksid | ClO2   | 3     | 67,4518     |                 | 123,2653836 |               |                 |               |
| klorovodik | HCl    | 2     | 36,46094    | 1,477           | 228,0377851 | 799           | 570,962         | 1,399         |
| kripton | Kr     | 1     | 83,798      | 3,749 (0 °C)    | 99,22041099 | 248           | 148,780         | 1,667         |
| ksenon | Xe     | 1     | 131,293     | 5,894 (0 °C)    | 63,3276     | 158,3         | 94,972          | 1,667         |
| metan | CH4    | 5     | 16,04246    | 0,717           | 518,2791168 | 2156          | 1637,721        | 1,316         |
| metilamin | CH5N   | 7     | 31,0571     | 1,43 (0 °C)     | 267,7156592 |               |                 |               |
| neon | Ne     | 1     | 20,1797     | 0,9002 (0 °C)   | 412,021586  | 1030,1        | 618,078         | 1,667         |
| nitrozil klorid | ClNO   | 3     | 65,4591     | 2,99            | 127,0178    |               |                 |               |
| ogljikov dioksid | CO2    | 3     | 44,0095     | 1,98            | 188,9244822 | 820           | 631,076         | 1,299         |
| ogljikov oksid | CO     | 2     | 28,0101     | 1,145           | 296,8383547 | 1042          | 745,162         | 1,398         |
| ozon | O3     | 3     | 47,9982     | 2,144 (0 °C)    | 173,2246626 |               |                 |               |
| propan | C3H8   | 11    | 44,09562    | 2,01 (0 °C)     | 188,5555073 |               |                 |               |
| propilen | C3H6   | 9     | 42,07974    | 1,91 (0 °C)     | 197,5884832 |               |                 |               |
| propin | C3H4   | 7     | 40,06386    | 0,53            | 207,5304776 |               |                 |               |
| tetrafluorometan | CF4    | 5     | 88,0043128  | 3,72 (15 °C)    | 94,4780061  | 659,1 (30 °C) | 564,622 (30 °C) | 1,167 (30 °C) |
| voda (0 °C) | H2O    | 3     | 18,01528    | 1000            | 461,5233291 | 4219          | 1398,477        |               |
| voda (100 °C) | H2O    | 3     | 18,01528    | 958             | 461,5233291 | 4215          | 1618,477        |               |
| vodik | H2     | 2     | 2,01588     | 0,0899          | 4124,487569 | 14.300        | 10.175,512      | 1,405         |
| vodikov bromid | HBr    | 2     | 80,91194    | 3,307           | 102,75952   | 343,2 (0 °C)  | 240,440 (0 °C)  | 1,427 (0 °C)  |
| vodikov sulfid | H2S    | 3     | 34,08088    | 1,363           | 243,9629493 | 1105          | 861,037         | 1,283         |
| zrak (0 mnm, suho, 0 °C) |        |       |             | 1,252           |             | 1009          |                 |               |
| zrak (p=1bar, 20 °C) |        |       | 28,958      | 1,164           | 287,12176   | 1013          | 724,878         |               |
| žveplov dioksid | SO2    | 3     | 64,0638     | 2,551           | 129,7842463 | 632           | 502,216         | 1,258         |
| Vse izmerjene vrednosti so za 25 °C in 101,325 kPa, če ni drugače naznačeno. Najmanjše in največje vrednosti so prikazane v kostanjevi barvi. |        |       |             |                 |             |               |                 |               |

## Specifična toplota trdnin
Razlika specifičnih toplot pri nestisljivih kapljevinah in trdninah je zanemarljivo majhna in se ju običajno obravnava kot eno veličino:
{\displaystyle c_{V}(T)=c_{p}(T)=c(T)\!\,.}

### Dulong-Petitov zakon
Specifično toploto trdnin se lahko približno opiše z izkustvenim Dulong-Petitovim zakonom, ki atome v kristalni mreži obravnava kot oscilatorje, ki lahko nihajo v vseh treh med seboj pravokotnih smereh, in v vsaki od teh smeri jih veže na ravnovesno lego v kristalni mreži komponenta sile, sorazmerna z odmikom. Po njem je specifična toplota obratno sorazmerna z molsko maso elementa, ki sestavlja snov:
{\displaystyle c_{V}=3{\frac {R_{m}}{M}}=3R\!\,.}
Mejna vrednost po Dulong-Petitovem zakonu izhaja iz ekviparticijskeg izreka in kot taka velja kot klasična meja kontinuuma v mikrostanju. Za lahke in nekovinske elemente ter za večino trdnin z ogljikovimi sestavinami pri sobni temperaturi so pomembni tudi kvantni pojavi, podobno kot pri mnogoatomnih plinih. Ti pojavi po navadi skupaj dajo manjše vrednosti od 3 R na mol atomov v trdnini, čeprav so lahko izračunane specifične toplote na mol molekul večje od 3 R. Specifična toplota vodnega ledu pri tališču je na primer približno 4,6 R na mol molekul in le 1,5 R na mol atomov. Druga nižja vrednost izhaja iz prenehanja možnih nihajnih načinov za lahke atome pri ustrezno nizkih temperaturah kot tudi pri več drugih plinih. Pojavi so v trdninah pogostejši kot v kapljevinah. Specifična toplota kapljevinske vode je zelo blizu teoretični vrednosti 3 R na mol atomov teoretične meje Dulong-Petitovega zakona.
Za analizo specifičnih toplot trdnin, še posebej pri nizkih temperaturah, je priročna zamisel fononov, kvantov nihanja kristalne mreže.

### Specifična toplota pri absolutni ničli
Iz definicije entropije:
{\displaystyle T\,\mathrm {d} S=\delta Q\!\,}
se lahko izračuna absolutno entropijo z integracijo od temperature absolutne ničle do končne temperature:
{\displaystyle S(T_{k})=\int _{T=0}^{T_{k}}{\frac {\delta Q}{T}}=\int _{0}^{T_{k}}{\frac {\delta Q}{\mathrm {d} T}}{\frac {\mathrm {d} T}{T}}=m\int _{0}^{T_{k}}c(T)\,{\frac {\mathrm {d} T}{T}}\!\,.}
Specifična toplota pri absolutni ničli mora biti enaka 0, da zgornji integral ne da neskončne absolutne entropije in da ne nasprotuje 3. zakonu termodinamike. Ena od prednosti Debyejevega modela prispevka fononov k specifični toploti pred predhodnim Einsteinovim je ta, da predvideva približevanje specifične toplote k 0, ko se temperatura približuje absolutni ničli, in pravilni matematematični zapis zanj. Einsteinov model obravnava trdnine kot posamezne kvantne harmonične oscilatorje, ki ne vplivajo drug na drugega. Energija mrežnega nihanja trdnine je razdobljena na fonone, frekvenca vseh fononov pa je enaka {\displaystyle \nu }. Povprečna energija fonona je:
{\displaystyle {\frac {h\nu }{e^{h\nu /k_{B}T}-1}}\!\,}
in energija vseh fononov, to je notranja energija kristala z {\displaystyle N} gradniki, je enaka:
{\displaystyle {\frac {3Nh\nu }{e^{h\nu /k_{B}T}-1}}\!\,}
Specifična toplota v Einsteinovem modelu je tako:
{\displaystyle c_{V}=3{\frac {R_{m}}{M}}\left({\frac {T_{E}}{T}}\right)^{2}{\frac {e^{T_{E}/T}}{\left(e^{T_{E}/T}-1\right)^{2}}}\!\,,}
kjer je:
{\displaystyle T_{E}={\frac {h\nu }{k_{B}}}\!\,}
Einsteinova temperatura. Pri dovolj visoki temperaturi velja Dulong-Petitov zakon. Zakon sta leta 1819 predlagala Dulong in Petit. Tako je pojemanje specifične toplote trdnin s pojemajočo temperaturo leta 1907 pojasnil Einstein, kjer je enačbe kvantne fizike prvič uporabil za delce z maso, ne pa v zvezi z elektromagnetnim valovanjem. 
Ni v redu, če se misli, da imajo fononi enako frekvenco, in je bolje, če se privzame, da je njihov spekter zvezen s kvadratno frekvenčno odvisnostjo. Specifična toplota v Debyejevem modelu je:
{\displaystyle c_{V}=9{\frac {R_{m}}{M}}\left({\frac {T}{T_{D}}}\right)^{3}\int _{0}^{T_{D}/T}{\frac {x^{4}e^{x}}{\left(e^{x}-1\right)^{2}}}\,\mathrm {d} x\!\,,}
kjer je:
{\displaystyle T_{D}={\frac {h\nu _{D}}{k_{B}}}\!\,}
Debyejeva temperatura, ki ustreza mejni Debyejevi frekvenci {\displaystyle \nu _{D}}. Razmerje temperatur pa je:
{\displaystyle {\frac {T_{E}}{T_{D}}}={\sqrt[{3}]{\frac {\pi }{6}}}\!\,.}
Kvadratni fononski spekter je leta 1912 privzel Debye.